# Lista över fornlämningar i Gotlands kommun (Atlingbo)
Lista över fornlämningar i Gotlands kommun (Atlingbo) är en förteckning av ett urval av de fornlämningar som finns i Atlingbo i Gotlands kommun.
| Namn          | Lämningstyp                      | Tillkomsttid | Historisk indelning | Plats | Läge                 | ID-nr          | Bild                                      |
| ------------- | -------------------------------- | ------------ | ------------------- | ----- | -------------------- | -------------- | ----------------------------------------- |
| Atlingbo 1:1  | Hällristning                     |              | Atlingbo, Gotland   |       | 57.486119, 18.405940 | 11100000000486 | Ladda upp en bild av detta fornminne      |
| Atlingbo 2:2  | Stensättning                     |              | Atlingbo, Gotland   |       | 57.479145, 18.388299 | 10089800020002 | Ladda upp en bild av detta fornminne      |
| Atlingbo 3:1  | Hällristning                     |              | Atlingbo, Gotland   |       | 57.478507, 18.359931 | 11100000000596 | Ladda upp en bild av detta fornminne      |
| Atlingbo 3:2  | Hällristning                     |              | Atlingbo, Gotland   |       | 57.478480, 18.359699 | 11100000000597 | Ladda upp en bild av detta fornminne      |
| Atlingbo 3:3  | Hällristning                     |              | Atlingbo, Gotland   |       | 57.478507, 18.359931 | 11100000000598 | Ladda upp en bild av detta fornminne      |
| Atlingbo 3:4  | Hällristning                     |              | Atlingbo, Gotland   |       | 57.478507, 18.359931 | 11100000000599 | Ladda upp en bild av detta fornminne      |
| Atlingbo 3:5  | Hällristning                     |              | Atlingbo, Gotland   |       | 57.478507, 18.359931 | 11100000000600 | Ladda upp en bild av detta fornminne      |
| Atlingbo 3:6  | Hällristning                     |              | Atlingbo, Gotland   |       | 57.478507, 18.359931 | 11100000000601 | Ladda upp en bild av detta fornminne      |
| Atlingbo 3:7  | Hällristning                     |              | Atlingbo, Gotland   |       | 57.478507, 18.359931 | 11100000000602 | Ladda upp en bild av detta fornminne      |
| Atlingbo 3:8  | Ristning, medeltid/historisk tid |              | Atlingbo, Gotland   |       | 57.478507, 18.359931 | 10089800030008 | Ladda upp en bild av detta fornminne      |
| Atlingbo 6:1  | Hällristning                     |              | Atlingbo, Gotland   |       | 57.486008, 18.364350 | 11100000000603 | Ladda upp en bild av detta fornminne      |
| Atlingbo 6:2  | Hällristning                     |              | Atlingbo, Gotland   |       | 57.486039, 18.364460 | 11100000000604 | Ladda upp en bild av detta fornminne      |
| Atlingbo 13:1 | Stensättning                     |              | Atlingbo, Gotland   |       | 57.481661, 18.342753 | 10089800130001 | Ladda upp en bild av detta fornminne      |
| Atlingbo 16:1 | Husgrund, förhistorisk/medeltida |              | Atlingbo, Gotland   |       | 57.489220, 18.388770 | 10089800160001 | Ladda upp en bild av detta fornminne      |
| Atlingbo 17:1 | Husgrund, förhistorisk/medeltida |              | Atlingbo, Gotland   |       | 57.489563, 18.386351 | 10089800170001 | Ladda upp en bild av detta fornminne      |
| Atlingbo 17:2 | Husgrund, förhistorisk/medeltida |              | Atlingbo, Gotland   |       | 57.489932, 18.387986 | 10089800170002 | Ladda upp en bild av detta fornminne      |
| Atlingbo 21:1 | Hällristning                     |              | Atlingbo, Gotland   |       | 57.487076, 18.376252 | 11100000000605 | Ladda upp en bild av detta fornminne      |
| Atlingbo 23:1 | Husgrund, förhistorisk/medeltida |              | Atlingbo, Gotland   |       | 57.464113, 18.370409 | 10089800230001 | Ladda upp en bild av detta fornminne      |
| Atlingbo 23:2 | Husgrund, förhistorisk/medeltida |              | Atlingbo, Gotland   |       | 57.464147, 18.371493 | 10089800230002 | Ladda upp en bild av detta fornminne      |
| Atlingbo 23:3 | Husgrund, förhistorisk/medeltida |              | Atlingbo, Gotland   |       | 57.464518, 18.371438 | 10089800230003 | Ladda upp en bild av detta fornminne      |
| Atlingbo 29:1 | Husgrund, förhistorisk/medeltida |              | Atlingbo, Gotland   |       | 57.471676, 18.349366 | 10089800290001 | Ladda upp en bild av detta fornminne      |
| Atlingbo 29:2 | Husgrund, förhistorisk/medeltida |              | Atlingbo, Gotland   |       | 57.471668, 18.349035 | 10089800290002 | Ladda upp en bild av detta fornminne      |
| Atlingbo 37:1 | Gravfält                         |              | Atlingbo, Gotland   |       | 57.458229, 18.383362 | 10089800370001 | Ladda upp en bild av detta fornminne      |
| Atlingbo 38:2 | Husgrund, förhistorisk/medeltida |              | Atlingbo, Gotland   |       | 57.462737, 18.419615 | 10089800380002 | Ladda upp en bild av detta fornminne      |
| Atlingbo 38:3 | Husgrund, förhistorisk/medeltida |              | Atlingbo, Gotland   |       | 57.462341, 18.419792 | 10089800380003 | Ladda upp en bild av detta fornminne      |
| Atlingbo 43:1 | Gravfält                         |              | Atlingbo, Gotland   |       | 57.464752, 18.409921 | 10089800430001 | Ladda upp en bild av detta fornminne      |
| Atlingbo 44:1 | Husgrund, förhistorisk/medeltida |              | Atlingbo, Gotland   |       | 57.468747, 18.343145 | 11000000000204 | Ladda upp en bild av detta fornminne      |
| Atlingbo 45:1 | Gravfält                         |              | Atlingbo, Gotland   |       | 57.457427, 18.382109 | 10089800450001 | Ladda upp en bild av detta fornminne      |
| Atlingbo 46:1 | Stensättning                     |              | Atlingbo, Gotland   |       | 57.460991, 18.390788 | 10089800460001 | Ladda upp en bild av detta fornminne      |
| Atlingbo 46:2 | Stensättning                     |              | Atlingbo, Gotland   |       | 57.460890, 18.390647 | 10089800460002 | Ladda upp en bild av detta fornminne      |
| Atlingbo 49:1 | Gravfält                         |              | Atlingbo, Gotland   |       | 57.460349, 18.387157 | 10089800490001 | Ladda upp en bild av detta fornminne      |
| Atlingbo 54:1 | Stensättning                     |              | Atlingbo, Gotland   |       | 57.463498, 18.412388 | 10089800540001 | Ladda upp en bild av detta fornminne      |
| Atlingbo 54:2 | Stensättning                     |              | Atlingbo, Gotland   |       | 57.463402, 18.412385 | 10089800540002 | Ladda upp en bild av detta fornminne      |
| Atlingbo 54:3 | Stensättning                     |              | Atlingbo, Gotland   |       | 57.463409, 18.412257 | 10089800540003 | Ladda upp en bild av detta fornminne      |
| Atlingbo 54:4 | Stensättning                     |              | Atlingbo, Gotland   |       | 57.463470, 18.412237 | 10089800540004 | Ladda upp en bild av detta fornminne      |
| Atlingbo 55:1 | Stensättning                     |              | Atlingbo, Gotland   |       | 57.463126, 18.395898 | 10089800550001 | Ladda upp en bild av detta fornminne      |
| Atlingbo 55:2 | Stensättning                     |              | Atlingbo, Gotland   |       | 57.463006, 18.395805 | 10089800550002 | Ladda upp en bild av detta fornminne      |
| Atlingbo 59:1 | Hällristning                     |              | Atlingbo, Gotland   |       | 57.468420, 18.373210 | 11100000000606 | Ladda upp en bild av detta fornminne      |
| Atlingbo 62:1 | Runristning                      |              | Atlingbo, Gotland   |       | 57.479926, 18.390798 | 10089800620001 | Ladda upp en bild av detta fornminne      |
| Atlingbo 62:2 | Runristning                      |              | Atlingbo, Gotland   |       | 57.479926, 18.390798 | 10089800620002 | Ladda upp en till bild av detta fornminne |
| Atlingbo 82:1 | Stensättning                     |              | Atlingbo, Gotland   |       | 57.483762, 18.342676 | 10089800820001 | Ladda upp en bild av detta fornminne      |
| Atlingbo 86:1 | Stensättning                     |              | Atlingbo, Gotland   |       | 57.487727, 18.339311 | 10089800860001 | Ladda upp en bild av detta fornminne      |
| Atlingbo 86:2 | Stensättning                     |              | Atlingbo, Gotland   |       | 57.487850, 18.339286 | 10089800860002 | Ladda upp en bild av detta fornminne      |
| Atlingbo 91:1 | Stensättning                     |              | Atlingbo, Gotland   |       | 57.463290, 18.406472 | 10089800910001 | Ladda upp en bild av detta fornminne      |
| Atlingbo 91:2 | Stensättning                     |              | Atlingbo, Gotland   |       | 57.463336, 18.406667 | 10089800910002 | Ladda upp en bild av detta fornminne      |
| Atlingbo 91:3 | Stensättning                     |              | Atlingbo, Gotland   |       | 57.463370, 18.406807 | 10089800910003 | Ladda upp en bild av detta fornminne      |
| Atlingbo 91:4 | Stensättning                     |              | Atlingbo, Gotland   |       | 57.463415, 18.406642 | 10089800910004 | Ladda upp en bild av detta fornminne      |
| Atlingbo 92:1 | Stensättning                     |              | Atlingbo, Gotland   |       | 57.463377, 18.407854 | 10089800920001 | Ladda upp en bild av detta fornminne      |